# Burgruine Zabelstein
Die Burgruine Zabelstein ist die Ruine einer Spornburg auf einem 475 Meter hohen Spornplateau des nördlichen Zabelsteines im gemeindefreien Gebiet Hundelshausen nahe der Gemeinde Michelau im Steigerwald im unterfränkischen Landkreis Schweinfurt in Bayern. Die Burg Zabelstein galt einst als die sicherste und mächtigste Festung im Bistum Würzburg, neben dem Bischofssitz auf der Festung Marienberg in Würzburg.

## Geschichte
Auf die Gründung der Burg um 1000 weisen Mauerreste hin. Die vermutlichen Erbauer und Besitzer der Burg, das Adelsgeschlecht der Zabelsteiner, Blutsverwandte des Ministerialengeschlechts der Scherenberger, ist 1303 ausgestorben, danach fiel die Burg an das Bistum Würzburg. Unter der Herrschaft der Würzburger Fürstbischöfe wurde die Burg zu einer der mächtigsten Festungen der Lande am Main und diente als Verwahrungsort für wertvolle Urkunden und den bischöflichen Schatz. Der Amtssitz wurde ausgebaut und 1525 im Pfälzischen Bauernkrieg unter Führung von Hans Jüst zerstört. Für die Bischöfe war die Burg nicht nur Fliehburg, sondern diente auch der Jagd und Erholung.
1586 wurde die Burg unter Fürstbischof Julius Echter wieder aufgebaut. Die Burg war Amtssitz des Amtes Zabelstein. 1652 verlegte das Bistum seinen Amtssitz nach Traustadt und die Burg diente seitdem als Forstamt des Steigerwalds.
Nachdem 1689 ein Brand die Burg zerstört hatte, verfiel sie und wurde als Steinbruch, unter anderem für die Kirche in Donnersdorf, genutzt.
Die Burgruine ist als Baudenkmal D-6-78-157-24 „Burgruine Zabelstein, in Mauerresten erhaltene spätmittelalterliche Burganlage, 15./16. Jahrhunderts“ sowie als Bodendenkmal D-6-6028-0123 „Untertägige Teile sowie Fundamente abgegangener Gebäude der mittelalterlichen bis frühneuzeitlichen Burgruine Zabelstein“ vom Bayerischen Landesamt für Denkmalpflege erfasst.

## Heutige Nutzung
1999 wurde ein 19 Meter hoher Aussichtsturm neben der Ruine errichtet mit Sicht bis in die Rhön und nach Thüringen.
 Ab Ostern findet in den Sommermonaten ein Ausschank mit Bewirtung in der Burgruine statt.

## Beschreibung
Die Burganlage verfügte über eine Vorburg, von der man über einen Halsgraben, der von zwei Rundtürmen gesichert war, in die Kernburg gelangte. Außer den Resten der Rundtürme sind noch Reste von Burgkellern, geringe Mauerreste sowie Burggräben erhalten geblieben.

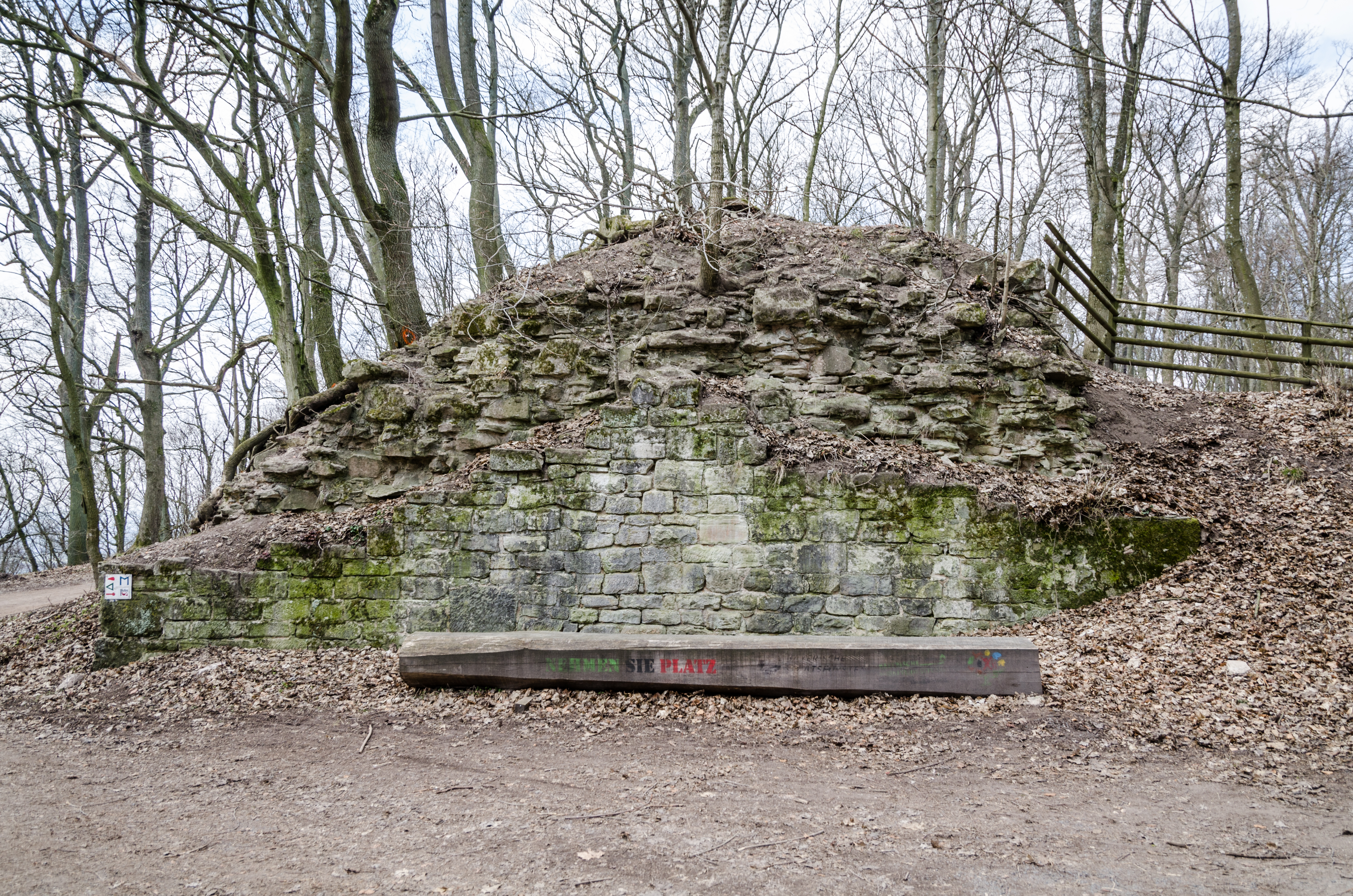
Mauerrest Vorburg
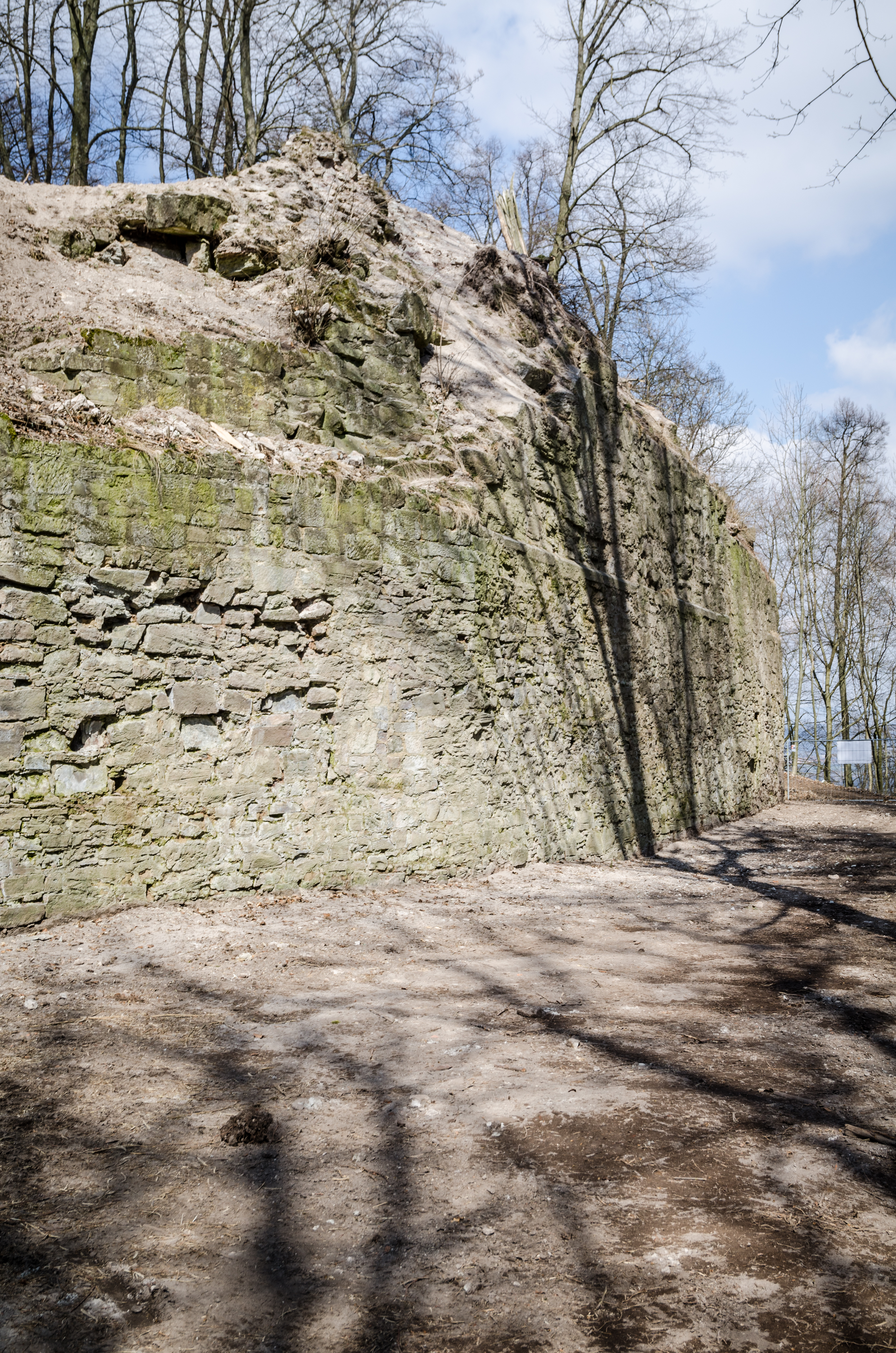
Mauerrest Burggraben
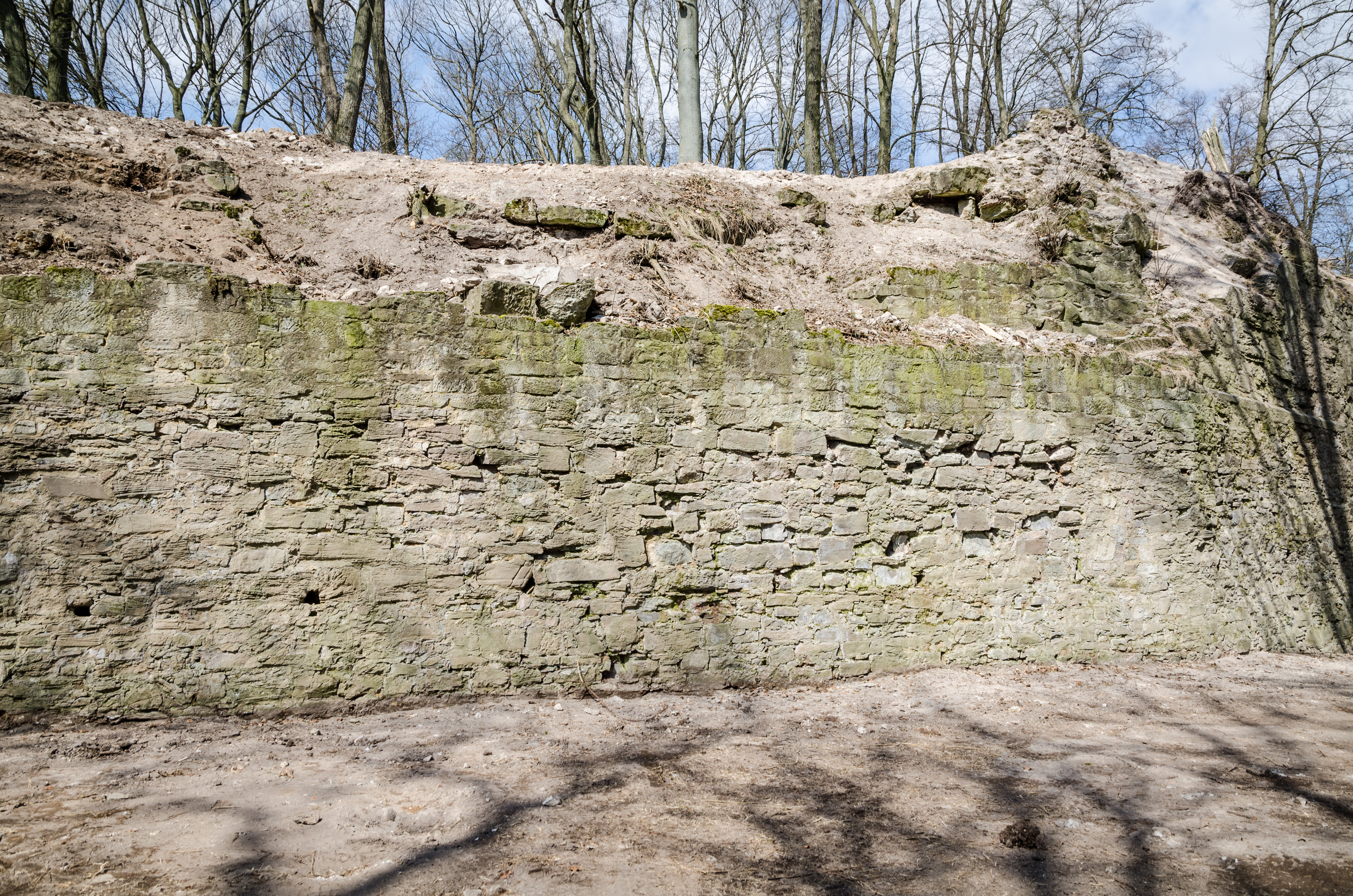
Mauerrest Burggraben
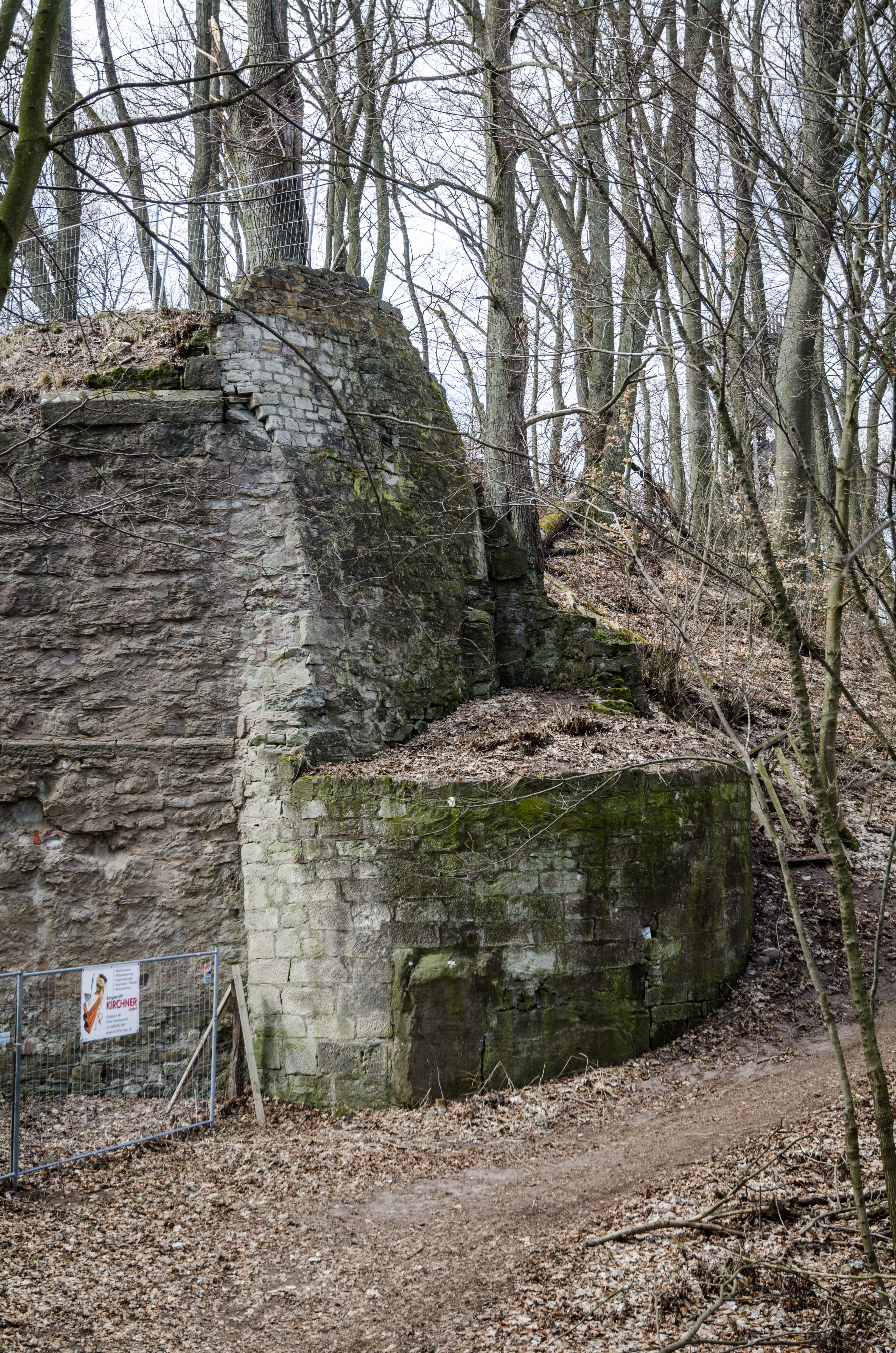
Nördlicher Turmrest
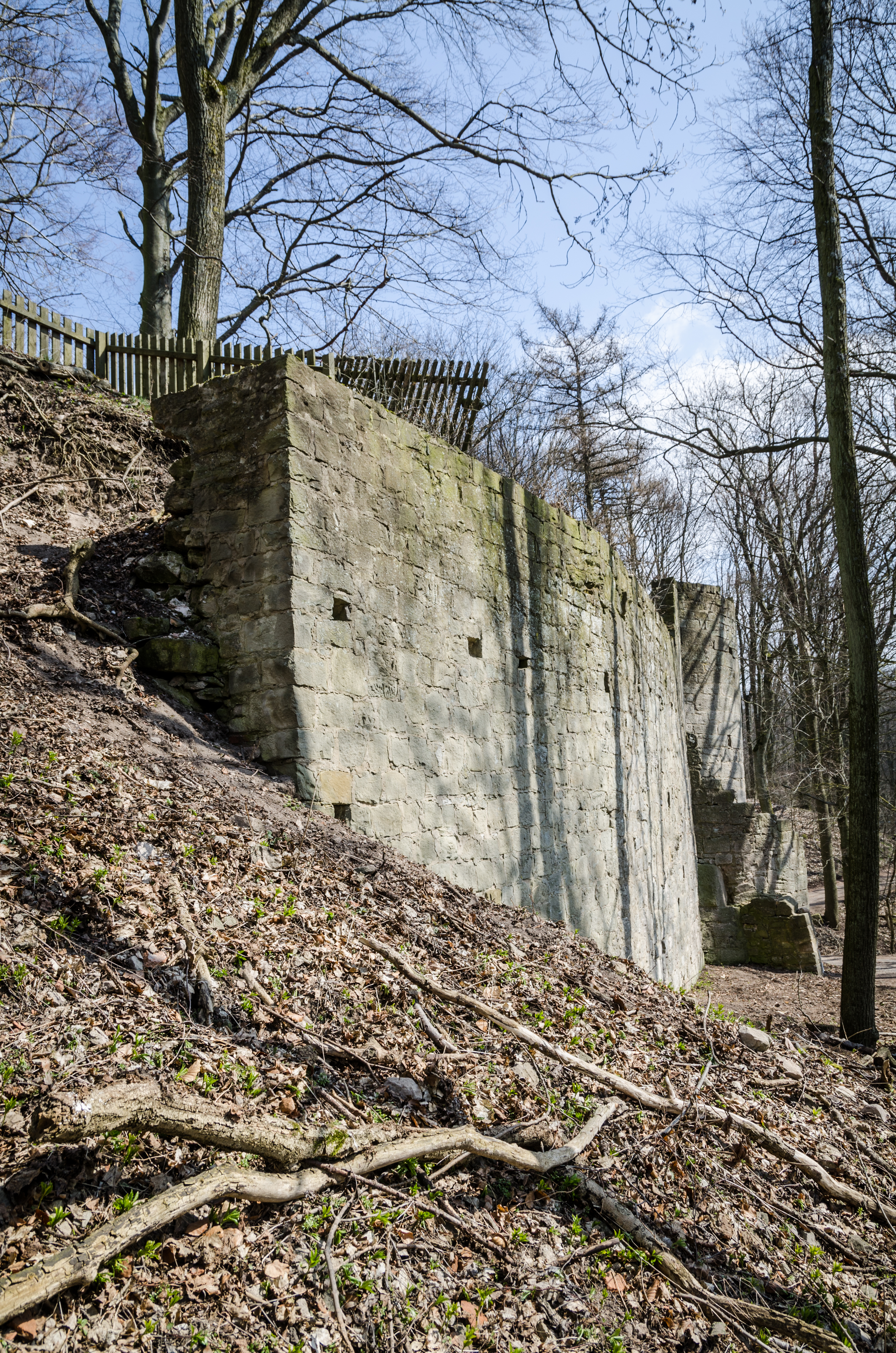
Südöstlicher Mauerrest Hauptburg
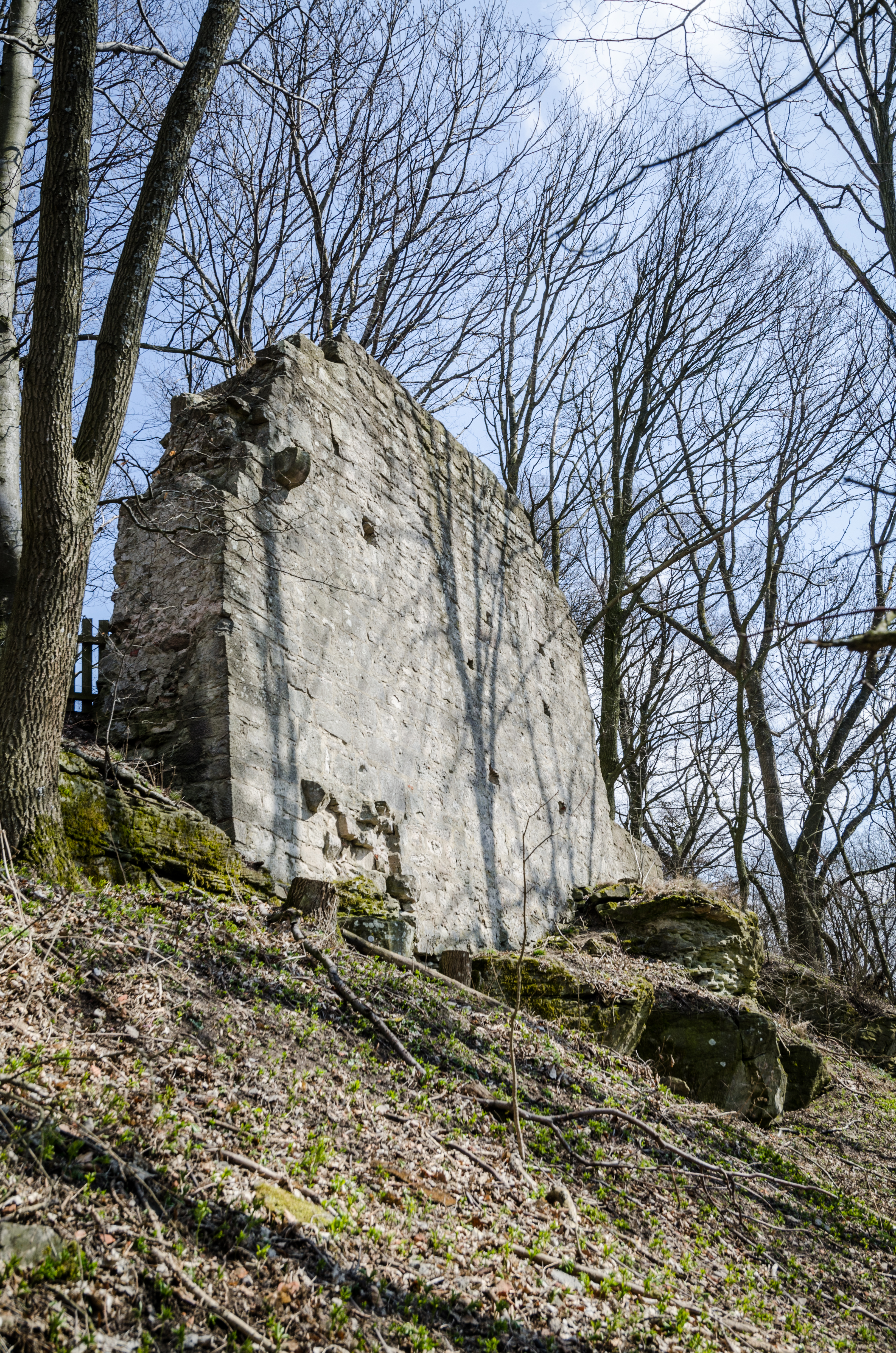
Südwestlicher Mauerrest Hauptburg